# Risåstjärnen (Ore socken, Dalarna)
Risåstjärnen är en sjö i Rättviks kommun i Dalarna och ingår i Ljusnans huvudavrinningsområde.